# 威廉·卡斯滕斯
威廉·卡斯滕斯（德語：Wilhelm Carstens，1869年1月29日—1941年2月12日），德国男子赛艇运动员。他曾代表德国参加1900年夏季奥林匹克运动会赛艇比赛，获得男子四人单桨有舵手铜牌。